# NGC 2836
NGC 2836 é uma galáxia espiral (Sbc) localizada na direcção da constelação de Carina. Possui uma declinação de -69° 19' 59" e uma ascensão recta de 9 horas, 13 minutos e 45,3 segundos.
A galáxia NGC 2836 foi descoberta em 29 de Janeiro de 1835 por John Herschel.